# Edmund (Caroline du Sud)
Pour les articles homonymes, voir Edmund.
Edmund est une census-designated place située dans le comté de Lexington, dans l’État de Caroline du Sud, aux États-Unis. Lors du recensement de 2020, elle comptait 969 habitants.